# Generation «П»
«Generation „П“» — постмодерністський роман російського письменника Віктора Пелевіна, вперше виданий у 1999 році.
Роман розповідає про покоління росіян, яке дорослішало й формувалось у часи політичних й економічних реформ кінця XX століття. Дія роману розгортається в Москві 1990-х років. Головний герой роману — Вавілен Татарський, інтелігентний юнак, випускник Літературного інституту. Випадково він потрапляє до світу реклами і, виявивши талант до створення рекламних слоганів, стає копірайтером, а згодом «кріейтором». Його завданням є адаптація реклами закордонних товарів до російської ментальності. Потім Татарському доручають створення телевізійної реальності, яка заміщує навколишню реальність. Татарський бере участь у створенні телеобразів державних діячів і власне політичного життя країни за допомогою комп'ютерних технологій. Однак він постійно ставить собі питання, хто все ж таки всім цим керує. Насамкінець, пройшовши ритуал, він стає живим богом, земним чоловіком богині Іштар.
До першої публікації роману уривки книги було викладено в інтернеті, це дозволило критикам зробити про роман перші висновки, а читачам — зацікавитись книгою. В основному Пелевін починав тиражування своїх творів з журналів, однак «Generation „П“» минув публікацію в журналах і його було видано одразу книгою.
2011 року відбулась прем'єра фільму, знятого за романом режисером Віктора Гінзбурга.

## Назва роману

За однією з версій, літера ПЦ була запропонована Юрієм Балашовим для афіші фільму «Generation П». У такому контексті літера «П» в назві означає матірне слово пиздец, а сама назва трактується як «пропаще покоління» — «Покоління піздєц».

На думку критиків, назва роману — «Generation „П“» (укр. «Покоління „П“», «Генерація „П“») — була розрахована на певну цільову аудиторію й дає читачу можливість самостійно трактувати значення літери «П». У тексті роману містяться численні натяки на різні значення цієї літери. Критики й читачі висловлювали свої версії значення назви, сам Пелевін каже, що в мові «відбувається переозначення понять із метою надати їм іншого психологічного й соціального статусу».
На першій сторінці роману зазначено, що літера «П» означає Пепсі. Літеру «П» в назві роману можна також трактувати як російське лайливе слово «Пиздец»:
|                                                      | І серед цих богів був такий кульгавий пес Піздєц із п'ятьма лапами. У стародавніх грамотах його позначали великою літерою «П» з двома комами. За переказом, він спить десь у снігах, і поки він спить, життя більш-менш нормальне. А коли прокидається, він настає.Оригінальний текст (рос.) И среди этих богов был такой хромой пёс Пиздец с пятью лапами. В древних грамотах его обозначали большой буквой «П» с двумя запятыми. По преданию, он спит где-то в снегах, и, пока он спит, жизнь идёт более-менее нормально. А когда он просыпается, он наступает. |
| — В. Пелевін, Generation «П», глава «Золота кімната» | |

У контексті інтерпретації назви роману як «Покоління Піздец» у творі описується життя «пропащого покоління», яке «…посміхнулося літу, морю та сонцю — і обрало Пепсі». Лев Рубінштейн пише: "Те, що «П» — це беззастережно обране «новим поколінням» «пепсі», зрозуміло з перших сторінок. А те, що це ще й ємне російське слово, котре описує весь спектр катастрофічних відчуттів, стає зрозумілим ближче до кінця". Літературний критик Геннадій Муріков відзначив, що слово «покоління» — «generation» — написане латинським шрифтом, а «П» — російською літерою, а не латинською «P». На його думку, автор зробив це навмисне, підкреслюючи, що це саме російський вітчизняний «піздєц». Вигадана Пелевіним назва покоління, на думку Дмитра Голинко-Вольфсона, є перифразою назв роману Дугласа Коупленда «Generation „X“» і фільму Грегга Аракі «Покоління DOOM». Також деякі критики трактують назву роману як «Покоління Пелевіна».

## Герої
На одній з інтернет-конференцій Пелевін сказав, що в його романі «Generation „П“» героїв немає, а є лише персонажі та дійові особи. Персонажі взято безпосередньо з життя Росії 1980-х і 1990-х років. Тут «нові росіяни» й простий народ, бандити й керівна еліта, люмпен-пролетарії й цинічні рекламісти, які керують усім, що відбувається. На думку деяких критиків персонажі роману поділено на дві групи. Для зав'язки сюжету автором було створено групу персонажів, яку складають Гусейн, Морковін і Фарсейкін. Іншу групу складають Пугін, Ханін, Малюта, Бло, Гіреєв, Азадовський; під час спілкування з ними особистість Татарського ніби роздвоюється, і половини його особистості ведуть між собою діалог. Гусейн зустрічається головному герою на початку роману і ще один раз намагається ввірватися в хід оповіді, але обидва рази їхні дороги розходяться.
- Вавілен (Володимир) Татарський — головний герой роману.
- Гусейн — чеченський бандит, «дахував» комерційний кіоск, в якому Вавілен працював продавцем.
- Сергій Морковін — однокурсник головного героя, який запросив Вавілена працювати в рекламне агентство «Драфт Подіум».
- Дмитро Пугін — чоловік із чорними вусами й блискучими чорними очима, у минулому працював таксистом у Нью-Йорку й саме звідти привіз ідею про радянську ментальність.
- Андрій Гіреєв — однокласник Татарського та постачальник мухоморів. Одягнений у синю рясу й розшитий непальський жилет.
- Володимир Ханін — власник рекламного агентства «Таємний радник», в якому працював Вавілен.
- Леонід (Легіон) Азадовський — молодий кремезний товстун, який вживає дуже багато кокаїну. Азадовський знімався в різноманітних рекламних кліпах у другорядних ролях. Прізвище Азадовського є сатиричною вказівкою на Костянтина Азадовського, голову журі премії «Російський Букер»[ru] 1999 року.
- Вовчик Малий — «дах» Ханіна. Замовив Татарському концепцію російської національної ідеї. Був убитий під час розборів із чеченцями.
- Фарсук Сейфуль-Фарсейкін — телеаналітик, колишній комсомольський секретар, родом із поволзьких німців.
- Саша Бло — глянцевий журналіст, на початку роману він невдаха, котрий, однак, вміє підлаштовуватись до обставин. У наступних розділах у нього вже дорога машина й вочевидь багато грошей. На думку критиків за Сашею Бло можна побачити аса комерційної журналістики, який друкує сотні статей на рік, формуючи своє коло читачів, яке й буде його читати.

Імена персонажів виконують не тільки номінативну функцію, вони вводять головного героя у соціальне середовище твору. У діалогах використовуються різні форми одних і тих самих імен і значна кількість рефлексій щодо їхньої семантики. Прості імена використовуються для номінації периферійних дійових осіб.

### Вавілен Татарський
Головний герой роману — Вавілен Татарський, інтелігентний юнак, випускник Літературного інституту, який любить Пастернака. Своє незвичне ім'я він отримав від батька — шанувальника Василя Аксьонова й Володимира Леніна. На думку деяких критиків, ім'я-абревіатура Вавілен Татарський = Василь Аксьонов + Володимир Ленін + Вавилон + Татарський, що позначає змішування ідеологій, культур, національностей та епох. Головний герой є збірним образом «покоління П» — покоління сімдесятих. У конструкції його імені також помітний бренд, як жартує колега Татарського, «у кожного Абрама своя програма, у кожного бренду — своя легенда». Вавілен соромиться свого імені і під час знайомства завжди називає себе Володимиром.
Після розпаду СРСР за нових умов фах Вавілена виявився непотрібним, тому він влаштувався продавцем у кіоск. Тут він опанував дві нові навички — безмежний цинізм й уміння визначати платоспроможність покупця за його руками. Завдяки випадковій зустрічі з колишнім однокурсником він потрапляє до світу реклами й відкриває в себе талант — вигадувати влучні рекламні слогани. Таким чином, він стає спочатку копірайтером, потім «кріейтором». Його завдання — адаптувати рекламу іноземних товарів до російської ментальності, і він успішно з нею справляється. Потім Татарський стає творцем телевізійної реальності, яка замінює реальність. Поступово головний герой втрачає індивідуальність, його власна особистість витісняється, на її місці утворюється певна система комерційних символів. Татарський створює телеобрази державних діячів і власне політичне життя країни за допомогою комп'ютерних технологій. Однак він постійно переймається «вічними питаннями», усвідомлюючи не усвідомлює симулятивність реальності, і не може зрозуміти хто все ж таки всім керує. Наприкінці роману він проходить ритуал посвячення й стає живим богом, земним чоловіком богині Іштар. Точніше, земним чоловіком Іштар стає копія Татарського — ілюзорна оцифрована структура, позбавлена центру, що за своєю природою є сукупністю всіх своїх використаних образів.

## Сюжет

Візитівкою «Generation „П“» став рекламний кліп, в якому мавпа пила пепсі-колу й від'їжджала на шикарному джипі з дівчатами в бікіні. «Саме цей кліп дав зрозуміти великій кількості мавп, які скніли в Росії, що настав час пересідати на джипи й виходити до доньок людських»

Історія роману починається з розповіді про покоління, яке колись було в Росії й обрало «Пепсі», до якого й потрапив Вавілен Татарський. Вавілен, після прочитання віршів Пастернака, кинув технічний інститут і вступив до Літературного, до відділу перекладів із мов народів СРСР. Згодом СРСР розпався, і в нову епоху фах Татарського виявився непотрібним. Він влаштувався продавцем у комерційний кіоск, «дахом» якого був Гусейн. Одного разу до кіоску Татарського підійшов Сергій Морковін, колишній однокурсник Вавілена у Літінституті, який займався рекламою.
Морковін відвів Татарського до рекламного агентства «Драфт Подіум», директором якого був Дмитро Пугін. Першою роботою Вавілена було створення реклами для Лефортовського кондитерського комбінату — таким чином Татарський став копірайтером. Трохи згодом Татарський почав розробляти рекламні концепції, зміст його роботи полягав у прилаштування західних рекламних концепцій під ментальність російського споживача. Пугін доручив Татарському розробити рекламну концепцію для сигарет «Парламент». Потім Татарський згадав про свою курсову з історії, яка мала назву «Короткий нарис історії парламентаризму в Росії», тоді він випадково знайшов папку з надписом «Тихамат». У ній йшла мова про халдейську богиню Іштар, ритуальними предметами якої були дзеркало, маска й мухомор. Чоловіком богині міг стати будь-який вавилонянин. Для цього він мав випити зілля з мухоморів, зійти на зикурат і на шляху розгадати три загадки.
Наступного дня Татарський зустрів свого однокласника Андрії Гіреєва, який запросив Татарського у гості. Після приїзду Гіреєв пригостив Татарського сушеними мухоморами. Невдовзі «його думки набули такої свободи й сили, що він більше не міг їх контролювати». Гіреєв злякався стану Татарського й утік. Татарський кинувся навздогін й опинився біля закинутого будівництва. Недобудована будівля скидалася на східчастий циліндр із баштою нагорі, який навколо спіральна дорога. Татарський почав підійматися на цей своєрідний зикурат. Дорогою він знайшов три предмети: пачку від сигарет «Парламент», кубинську монету три песо із зображенням Че Гевари і пластикову стругачку для олівців у вигляді телевізора. Після цієї пригоди рекламні концепції почали виходити у Татарського набагато легше. Кокаїн вже не давав задоволення Татарському. Одного разу в барі герою продали просочену ЛСД поштову марку. Наступного ранку Татарському зателефонував хтось на ім'я Володимир Ханін і повідомив, що Дмитра Пугіна вбили. Діставшись до офісу Ханіна, Татарський побачив над його столом плакат з трьома пальмами на тропічному острові. Ці пальми були копією голограми з пачки «Парламенту», яку Татарський знайшов на зикураті. З того дня Татарський почав працювати в агентстві Ханіна «Таємний радник». Татарського насторожив той факт, що Ханін знав його справжнє ім'я.
Під час прогулянки Татарський побачив магазин з назвою «Іштар», там він придбав майку із зображенням Че Гевари і планшетку для спіритичних сеансів. Вдома Татарський заправив у планшетку папір і викликав дух Че Гевари, він хотів дізнатись щось нове про рекламу. Планшетка писала всю ніч і видала текст під заголовком «Ідентиалізм як вища стадія дуалізму». У тексті було висловлено теорія про перетворення людини з Homo Sapiens на Homo Zapiens. Тоді ж дух Че Гевари сформулював теорію вау-імпульсів.

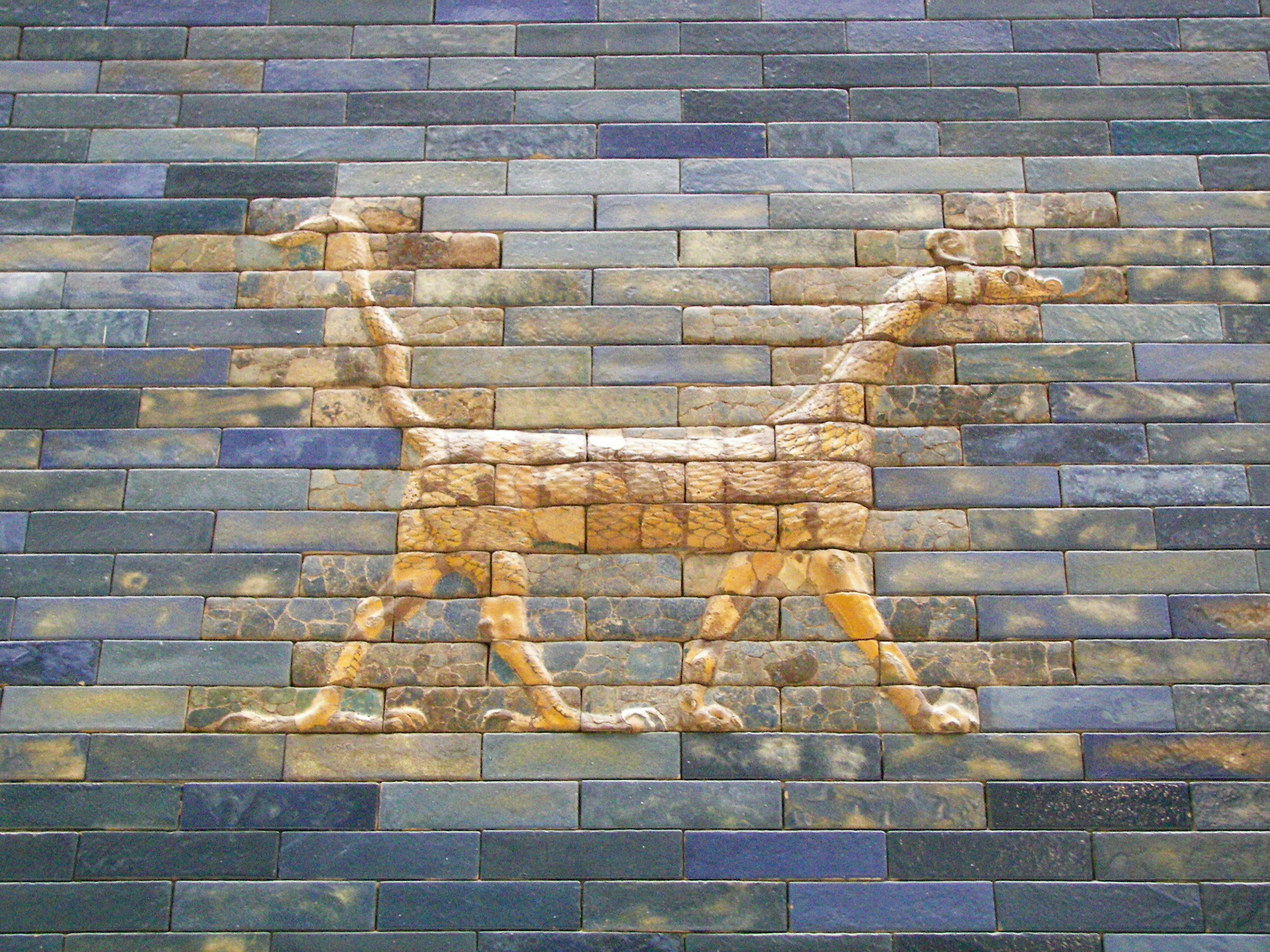
Сірруф — істота, зображена на воротах Іштар у Вавилоні, Вавілен зустрів його під час наркотичного тріпу.

Крім Татарського, у фірмі Ханіна працювали ще два кріейтори — Сергій і Малюта. Через декілька днів Татарський спробував ЛСД. В очікуванні поки марка подіє, Вавілен вирішив почитати папку «Тихамат». На одній зі сторінок Татарський побачив фотографію стародавнього барельєфу, центральною фігурою якого був Енкіду, в обох руках Енкіду тримав нитки, на які були нанизані люди. Нитка входила людині в рот і виходила з заднього проходу. Кожна нитка закінчувалась колесом. За легендою, люди мали вилазити по нитці, «спершу ковтаючи її, а потім по черзі хапаючись за неї ротом і анусом». Раптово Татарський опинився на вулиці незнайомого міста, над яким здіймалась схожа на східчасту піраміду вежа, що сяяла сліпучим вогнем. Навколо стояли люди й невідривно дивились на цей вогонь. Татарський підняв очі й вогонь почав притягувати його. Потім Татарський побачив, що це не вежа, а величезна людська фігура. Коли Татарський прийшов до тями, «в його вухах пульсувало незрозуміле слово — чи то „сіррукх“, чи то „сірруф“». Одразу після цього Татарський почув голос, який назвався сірруфом. Він пояснив Татарському, що, вживаючи ЛСД чи мухомори, людина виходить за межі свого світу. Марка, яку з'їв Татарський була пропуском у це місце. Сірруф був сторожем Вавилонської вежі, а те, що побачив Татарський, сірруф назвав «тофетом» — місцем жертовного спалення, де горить полум'я споживання, і в якому згорає ідентичність людини. Татарський бачив вогонь тільки тому, що з'їв пропуск, тоді як більшість людей замість полум'я бачить тільки екран телевізора.
Татарський прокинувся зі страшенним похміллям і пішов за пивом. Біля кіоску він зустрів Гусейна, який зажадав відступного, але в цей час Татарському на пейджер подзвонив Ханін і приїхав на підмогу зі своїм дахом — Вовчиком Малим. Вовчик Малий замовив Татарському концепцію російської національної ідеї. У створенні концепції Татарського очікував повний провал, не допоміг навіть дух Че Гевари. Наступного ранку Татарський дізнався, що Вовчика Малого вбили під час розборів із чеченцями. Без даху в Ханіна почались неприємності, і йому довелось згорнути справи. В офісі Ханіна Татарський знову зустрівся з Морковіним, який запропонував Татарському нову роботу. Босом Ханіна був Леонід Азадовський, якого насправді звали Легіон. Татарський побачив його, коли той лежав посеред кабінету на перському килимі, посипаному кокаїном. Його обличчя Татарському було знайоме, він бачив його в різних рекламних роликах у другорядних ролях.
Відділ реклами у цьому закладі координував роботу великих рекламних агенцій. Морковін ввів Татарського в курс справ. З'ясувалось, що політиків, який показують по телебаченню, насправді не існує, їх створюють за допомогою надпотужного комп'ютера. Чим вища посада віртуального політика, тим краща 3D графіка. Єльцин виходив у них як живий, те ж стосувалось олігархів. Морковін розповів, що існує служба «Народна воля», співробітники якої розповідають, що бачили «вождів». Виходило, що все в Росії вирішували політики й олігархи, створені 3D-спеціалістами. Татарський запитав, на що ж все це спирається, хто визначає курс світової політики та економіки, але Морковін заборонив йому навіть думати про це. Татарського призначили старшим кріейтером у відділі компромату. Згодом йому дали співавтора, яким виявився Малюта. За деякий час Азадовський запросив Татарського на пікнік. Азадовський отримував задоволення, відвідуючи пивні і слухаючи, що говорить простий народ. Вони відвідали пивну неподалік від станції Расторгуєво. Там на Татарського наїхали бандити, оскільки він мимоволі викрив одного з активістів «Народної волі». Вавілен втік і вирішив відвідати Гіреєва. Взявши у Гіреєва сушених мухоморів, він подався на прогулянку до лісу. Коли мухомори подіяли, Татарський вдруге зійшов на вежу зупиненого будівництва, де він знову бачив галюцинації і після цього заснув.
Надалі Татарський опинився голим у приміщенні глибоко під землею, щоб взяти участь у дивному ритуалі. Азадоський розповів Татарському історію про стародавню богиню, яка хотіла стати безсмертною. «І тоді вона розділилась на свою смерть і те, що не хотіло помирати». Між ними почалась війна, остання битва якої відбулась просто над цим місцем. Коли смерть почала перемагати, інші боги змусили їх укласти мир. Богиню позбавили тіла, «вона стала тим, до чого прагнуть всі люди», «а її смерть стала кульгавим собакою з п'ятьма лапами, який має вічно спати в одній далекій країні на півночі». Товариство, до якого вступав Татарський, охороняло сон собаки-смерті на ім'я Піздєц і служило богині Іштар. Головою товариства виявився Фасук Карлович Сейфуль-Фарсейкін, відомий телеведучий, з яким Татарський часто зустрічався, але близько знайомий не був. Лоб Татарського помазали собачою кров'ю й змусили подивитись в око, через яке богиня впізнає свого земного чоловіка. У той час посаду чоловіка Іштар обіймав Азадовський. Несподівано за спиною Вавілена Азадовського задушили, таким чином, земним чоловіком богині став Татарський. Потім із головного героя зняли цифрову копію, і надалі його основною функцією стала участь у всіх кліпах і передачах. Чоловіком Іштар стала 3D-модель Татарського. Під час сканування Татарському в голову прийшла ідея, що все покоління «Пепсі» і є та сама собака з п'ятьма лапами. У спадок від Азадовського Татарському дістався маленький телефон з однією кнопкою у вигляді золотого ока. Із того часу обличчя Татарського зустрічалось у всіх рекламних кліпах і телевізійних репортажах.

## Тематика
Однією з головних тем творчості Пелевіна є міф з урахуванням всіх його форм, варіацій і трансформацій, від класичної міфології до сучасної соціальної і політичної міфології. Роман являє собою пародію на антиутопію з описом численних рекламних роликів і зображенням вигаданої дійсності. У романі Фарсейкін звертається до головного героя з наступними словами: «Ти, Ваван, не шукай у всьому символічного значення, а то ж знайдеш», таким чином автор звертається до критиків і читачів, очікуючи розкриття задуму. Критики виділяють наступні основні теми роману:
- Шумеро-аккадська міфологія, езотерика і релігійні питання[27].
- Рекламні і маркетингові стратегії, їхній вплив на людину, а також адаптація закордонних маркетингових стратегій до російської ментальності.
- Віра в ЗМІ, російська ментальність і національна ідея.
- Теорії змови (у книзі обіграється ідея того, що світом керує «ложа рекламників»)[28].
- Роль наркотиків у творчості[28]. Тематика впливу наркотиків на творчість реалізується шляхом включення описів маревного стану головного героя після вживання наркотичних засобів. Вживання мухоморів викликає у героя дисфункцію мовлення, що наштовхує Татарського на думку, що «абсолютної істини немає, вона залежить від спостерігача і свідка подій». В епізоді виклику духа Че Гевари показується залежність людини від телебачення і її перетворення на «віртуальний суб'єкт»[29][30].

### Постсоціалістичне життя і національна ідея
Головний герой живе в часи зникнення старої системи символів і появи на її місці чогось, що ще не мало назви: невизначеності, коли всі про все дізнаються з телевізора та газет. При розробці рекламного ролика для компанії Gap Татарський сформулював думку, що в Росії завжди був розрив між культурою й цивілізацією, і в теперішні часи зникла культура і немає цивілізації. Єдине, що залишилось, — це розрив, і його покоління живе в цьому розриві, у стані повної невизначеності. Ідея про неготовність людини до зустрічі з демократичними цінностями і ринковими відносинами виражена на рівні пошуку головним героєм сенсу життя, втраченого під час переходу з комуністичного минулого до демократичного сьогодення. Пелевін приділив багато уваги становленню в Росії бізнесу й сформулював «основний економічний закон постсоціалістичної формації: первісне нагромадження капіталу є в ній також кінцевим».
Як і в інших книгах Пелевіна, в «Generation „П“» ставиться питання, як те, що відбувається в країні, впливає на особистість і духовність людей. Проте якщо попередні його книги («Чапаєв і порожнеча», «Життя комах») створювали атмосферу сюрреалістичного хаосу, в «Generation „П“» посеред хаосу починає з'являтися порядок, і цей порядок виявляється страшним.
У романі Вовчик Малий замовив Татарському концепцію російської національної ідеї, яку Вавілен ніяк не зміг розробити. Вовчик жалівся головному герою, що росіян у всьому світі не поважають, вважають звірами тільки тому, що в росіян немає національної ідеї:
|                                                    | Коротше, я тобі зараз ситуацію просто поясню, на пальцях, — сказав Вовчик. — Наш національний бізнес виходить на міжнародну арену. А там крутятся усілякі бабки. І якщо на них дивитися просто як на бабки, то всі вони однакові. Але за кожними бабками насправді стоїть яка-небудь національна ідея. Нині в нас жодної подібної ідеї взагалі немає, окрім бабок. Але ж не можуть за бабками стояти просто бабки, вірно? Тому що тоді чисто незрозуміло — чому одні попереду, а інші позаду? Завдання просте — напиши мені російську ідею розміром приблизно сторінок на п'ять. Що б чисто реально було викладено, без заумів. І щоб я будь-якого імпортного підора — бізнесмена, співачку чи кого завгодно міг по ній розвести. Щоб таку духовність відчули, бляді, як у сорок п'ятому під Сталінградом, зрозумів?Оригінальний текст (рос.) [- Короче, я тебе сейчас ситуацию просто обьясню, на пальцах, — сказал Вовчик. — Наш национальный бизнес выходит на международную арену. А там крутятся всякие бабки. И если на них смотреть просто как на бабки, то все они одинаковые. Но за каждыми бабками на самом деле стоит какая-то национальная идея. Теперь у нас никакой такой идеи нет вообще, кроме бабок. Но ведь не могут за бабками стоять просто бабки, верно? Потому что тогда чисто непонятно — почему одни впереди, а другие сзади? Задача простая — напиши мне русскую идею размером примерно страниц на пять. Чтоб чисто реально было выложено, без зауми. И чтоб я любого импортного пидора — бизнесмена там, певицу или кого угодно — мог по ней развести. Чтоб такую духовность чувствовали, бляди, как в сорок пятом под Сталинградом, понял?] Помилка: [undefined] Помилка: {{Lang}}: немає тексту (допомога): текст вже має курсивний шрифт (допомога) |
| — В. Пелевін, Generation «П», глава «Вовчик Малой» | |

У романі російська ідея була висловлена таксистом і полягала в тому, «щоб особисто мене мордою об стіл не били». У підсумку Татарський вивів лише одну варту уваги думку стосовно національної ідеї: «антиросійська змова, безумовно, існує — проблема лише в тому, що в ній бере участь усе доросле населення Росії».
В одному з інтерв'ю автора «Generation „П“» спитали, чи знайшов він національну ідею, на що Пелевін відповів:
|  | Звісно. Це і є Путін. |

### Консюмеризм
Віктор Пелевін у романі озвучив свою економічну теорію орануса. Центральним поняттям цієї концепції є ротодуп — людське суспільство як живий організм. Люди в цій концепції — клітини й нервова система, а масмедіа — переносник нервових імпульсів. Люди все оцінюють грошима, заробленими або витраченими. Вау-імпульси — сигнали, які спонукаються заробляти й витрачати гроші, що витісняють із голови все, що не пов'язано з грошима. Таким чином, автор виділив три види вау-імпульсів (від англ. wow):
- Оральний вау-імпульс спонукає людину до поглинання грошей;
- Анальний вау-імпульс спонукає до акту випускання з себе грошей. Власне задоволення надає саме факт витрачання грошей, а не володіння ними;
- Вау-імпульс витіснення — це захисний механізм, за допомогою якого оранус захищає себе від втручання свідомості в його діяльність. Полягає в повному ігноруванні будь-яких понять, які не мають стосунку до грошей[38][39][31].

Пелевін демонструє роль телебачення, комп'ютера й наркотиків у семантизації повсякденності, які діють на «identity», і спонукають його поглинати й виділяти гроші, перетворюючи людину на клітину маси споживання. Людина стає залежною від певних симулякрів, що нав'язані засобами масової інформації. Ці симулякри створюють образ щасливої людини, яка знайшла своє щастя у володінні матеріальними об'єктами. Для того, щоб відповідати цьому образу й справляти належне враження, люди вимушені купувати одяг, аксесуари, автомобілі, жінок певного класу.

### Реклама
Однією з ключових тем є вплив реклами й маркетингових стратегій на людину. Як стверджує літературний критик Максим Павлов, роман перевантажений однотипними пародіями на рекламу, які часто являють собою «пародію для пародії». Філософія реклами, розроблена Вавіленом Татарським, являє собою авторську концепцію роману, коли людина перестає бути Homo Sapiens і перетворюється на Homo Zapiens, яким керують з екрана телевізора. В особі головного героя автор зобразив взаємозв'язок між знеособленням людини і її залученням до області технологій маніпуляції свідомістю. Homo Sovieticus разом із Homo Zapiens, є жертвами своїх суспільств. Обидві сутності охоплені своїми мареннями, у перших вони полягають у вірі в партію, у інших — у споживчі товари.
Пелевін описує різні маніпуляційні технології: від «класичних» рекламних слоганів до цілком фантастичного зображення кріейторської діяльності героя у відділі компромату, які працюють над витісненням традиційних цінностей російської людини й заміщенням їх низкою псевдоідеалів. Татарський створює гіпертрофовані, абсурдні рекламні тексти, відокремлюючи міф, який створює реклама, від самого товару, таким чином демонструючи непотрібність і афункціональність речей, що міфологізуються.
В романі «Generation „П“» значне місце займає цитування й пародіювання сценаріїв і слоганів рекламних кліпів, були згадані такі реальні бренди, як Coca-Cola, Pepsi, Sprite, Pantene, Mercedes-Benz, Sony, Panasonic, ViewSonic, Тампакс, Tuborg, GAP, Parliament, Ray-Ban і багато інших, також Вавілен Татарський придумував слогани й рекламні концепції для вигаданих компаній, багато з них засновані на класичних зразках, історичних легендах, національних міфологемах. За допомогою рекламних технологій речі вжитку зводяться у невластивий їм ранг вищих цінностей. Духовні цінності в рекламі, мистецтві починають виконувати підпорядковану функцію, знижуються, вульгаризуються — все заради споживання.

## Художні особливості
Роман «Generation „П“» не зазнав професійної редакторської правки, він постав перед читачами в авторській редакції, тому в тексті Пелевіна можна помітити недоліки, на які миттєво звернули увагу критики. У тексті є помітні стилістичні помилки, найбільш поширеними є тавтології, літературні штампи, які автор використовує з епізоду в епізод. Автор часто використовує для опису різних предметів однакові епітети, до того ж сам роман написано нелітературною мовою. У романі є мат, що також не до вподоби багатьом критикам.
Вільно роздрібнена композиція роману дозволила вставити в текст численні дотепні репризи. Багато критиків висловлюють думку, що роман складається з суміші розрізнених анекдотів, міського фольклору, американського маскульту, а мова роману складається з бандитської фені, молодіжного сленгу, термінологічного волапюку, реклами і PR. Для Пелевіна є характерним образ ініціації простодушного, коли шлях героя й самого читача складають переходи від незнання до знання. У тексті роману багато англомовних вкраплень.
За словами Дмитра Голинко-Вольфсона, «стилістичний фундамент роману — це спадщина інтелігентської романтики Хемінгуея, адаптованого буддизму Селінджера, езопової футурології братів Стругацьких із додаванням психоделіки Кастанеди й ламаної екстатики Ірвіна Велша». Одним з літературних прийомів у романі є включення віртуальної реальності в реальність. Цей прийом реалізується через зображення маревного стану головного героя після вживання наркотичних засобів. Вживання мухоморів викликає у героя дисфункцію мови, що наштовхує Татарського на думку, що «абсолютної істини немає, вона залежить від спостерігача і свідка подій». В епізоді виклику духу Че Гевари показано залежність людини від телевізора й перетворення його на «віртуальний суб'єкт».

### Структура
Книгу поділено на 16 розділів:
1. Покоління «П»
2. Драфт Подіум
3. Тіхамат-2
4. Три загадки Іштар
5. Бідні люди
6. Шлях до себе
7. Homo Zapiens
8. Тиха Гавань
9. Вавилонська марка
10. Вовчик Малий
11. Інститут бджільництва
12. Хмарина в штанях
13. Ісламський фактор
14. Критичні дні
15. Золота кімната
16. Туборг Мен

### Зв'язки з іншими творами й реальними подіями

#### Зовнішні
У книгах Віктора Пелевіна порівняно часто задіяні, окрім релігійних і філософських текстів та аспектів, також інші художні твори, особливо сучасної культури (як мас-культури, так й інді) і класики. Серед них пісні, літературні й музичні твори, книги, фільми, казки і легенди.
Також активні й інші явища, діячі, засоби й складові частини сучасної культури, суспільного життя, історії та різноманітних субкультур, або, як сказано у передмові до книги, — «торговельно-політичного інформаційного простору». Серед них: розпад СРСР і розвиток подій у пострадянській Росії, комп'ютерні технології, мобільний зв'язок, інтернет, торгові марки, реклама, маркетинг і піар, ЗМІ й події, що набули широкого розголосу. Таке регулярне стратегічне використання творів і засобів саме сучасної культури простежується в роботах Віктора Пелевіна (у різному співвідношенні).
У романі є багато прецедентних феноменів:
- зі сферою-джерелом «література і фольклор» — 73 одиниці, з яких 43 — згадки про російських і зарубіжних письменників, героїв російських і закордонних творів;
- зі сферою-джерелом «кінематограф» — 33, з яких 14 — це кіногерої, актори, режисери, кіностудії;
- зі сферою-джерелом «міфологія» — 43, з яких 28 — це боги та міфологічні істоти, релігійні діячі і місця, біблійні персонажі[45].

Віктор Пелевін у романі згадав літературних критиків, які раніше давали негативні відгуки на його книги. Наприклад, літературного критика Павла Басинського, який невтішно відгукувався про роман «Чапаєв і порожнеча», в образі критика Павла Бесинського автор засунув в сільський туалет, а потім по шию у фекалії, таким чином реалізувавши метафору «сам ти лайно». На думку деяких критиків, прізвище одного з героїв роману Азадовський є сатиричною вказівкою на Костянтина Азадовського, голови журі премії «Російський Букер» 1999 року. Прототипом дизайнера Сєні Вєліна, який винайшов зелену кулю для вивезення трупів, є відомий дизайнер Семен Левін, який розробив логотип НТВ. У романі автор згадує тексти пісень Бориса Гребенщикова й під час створення реклами сигарет використовує його образ. Ідеї стосовно пса на ім'я Піздєц запозичено Пелевіним із роботи «Російська ідея: Всенародний культ Піздєца» Костянтина Крилова.

#### Внутрішні
«Generation „П“» і багато інших творів автора мають певний сюжетний взаємозв'язок, наприклад:
- «Empire V»: багато ідей та образів з «Generation „П“» перегукуються з «Empire V» — Вавілен Татарський з'являється в цьому романі як халдей, відповідальний за креатив; Іштар — як верховна богиня, з якою люди пов'язані «харчовим ланцюгом».
- «Священна книга перевертня»: Вавілен Татарський згадується мимохідь, при цьому говориться, що йому «настав піздєц». В обох творах присутня ідея пса з п'ятьма лапами на ім'я Піздєц.
- «ДПП (NN)»: креативщик, у якого робить замовлення Стьопа, — це Малюта, персонаж з «Generation „П“». Ім'я Татарського згадується у розмові з ним[52].
- «Ананасова вода для прекрасної дами»: в оповіданні «Операція „Burning Bush“» згадується галюцинація Татарського про палаючий кущ.
- «Чапаєв і порожнеча»: в обох творах фігурує Вовчик Малий на прізвисько Ніцшеанець[44].

У «Generation „П“» були помітні прийоми, які Пелевін застосував в інших творах:
- У романі «Омон Ра» головний герой обирає ім'я, пов'язане зі стародавньою цивілізацією[15].
- У романі «Чапаєв і порожнеча» головний герой зустрічає старого друга, також літератора, і ця зустріч докорінно змінює життя головного героя. В обох книгах світом керує таємне товариство[44].
- У творах «Коротка історія пейнтболу в Москві» й «Грецький варіант» озвучено дотепний погляд на механізми функціонування російського бізнесу[51].

### Дискурс
У тексті «Generation „П“» змішано не лише різноманітні стилі, але й різні дискурси, невід'ємними складовими яких є стилі. Картина взаємодії різних дискурсів у тексті викликано нехудожніми дискурсами, які виступають об'єктом і засобом авторської гри. Текст роману відкритий для нелітературних дискурсів, він тяжіє до об'єднання з комунікативним простором сучасного російського суспільства. У романі є такі дискурси:
- Рекламний дискурс;
- Товарний дискурс[33];
- Дискурс одкровення;
- Науковий дискурс;
- Міфологічний дискурс;
- Філософсько-культурологічний дискурс. Створюється шляхом використання похідних від іноземних лексичних окказіоналізмів (одним з таких слів є трансформ «wow»)[32];
- Есхатологічний дискурс[53].

## Видання
Роман було вперше опубліковано 1999 року. До публікації уривки книги були викладені в інтернеті, що дозволило критикам скласти перше враження щодо роману, а читачам зацікавитись цією книгою. Поява «Generation „П“» була довгоочікуваною, оскільки відбулась через два роки після виходу попереднього роману Пелевіна «Чапаєв і порожнеча». Загальний наклад становив 360 тисяч примірників. Через два місяці після публікації було продано близько 70 тисяч примірників, а до кінця 1999 року — понад 200 тисяч примірників.
Російською мовою
- Виктор Пелевин. Generation «П». — 1-е издание. — М. : Вагриус, 1999. — 336 с. — 35 000 прим. — ISBN ISBN 5-7027-0949-7.
- Виктор Пелевин. Generation «П». — 2-е издание. — М. : Вагриус, 2000. — 336 с. — 25 000, 15 000 — доп. тираж 2001 год, 10 000 — доп. тираж 2002 год. прим. — ISBN 5-264-00371-8.
- Виктор Пелевин. Generation «П». — 3-е издание. — М. : Вагриус, 2001. — 336 с. — 20 000 прим. — ISBN 5-264-00678-4.
- Виктор Пелевин. Generation «П». — 4-е издание. — М. : Вагриус, 2003. — 336 с. — 5000 прим. — ISBN 5-9560-0076-7.
- Виктор Пелевин. Generation «П». — 1-е издание. — М. : Эксмо, 2004. — 352 с. — 10 100 прим. — ISBN 5-699-07471-6.
- Виктор Пелевин. Generation «П». — М. : АСТ, 2004. — 336 с. — 15 000 прим. — ISBN 5-9560-0195-X.
- Виктор Пелевин. Generation «П». — 2-е издание. — М. : Эксмо, 2007. — 352 с. — 8000 прим. — ISBN 978-5-699-21361-0.
- Виктор Пелевин. Generation «П». — 3-е издание. — М. : Эксмо, 2009. — 384 с. — 8000 прим. — ISBN 978-5-699-37905-7.
- Виктор Пелевин. Generation «П». — М. : Эксмо, 2009. — 352 с. — 20 100 прим. — ISBN 978-5-699-28918-9.
- Виктор Пелевин. Generation «П». — М. : Эксмо, 2011. — 320 с. — 20 100 прим. — ISBN 978-5-699-33038-6.
- Виктор Пелевин. Generation «П». — М. : Эксмо, 2012. — 384 с. — 8000 прим. — ISBN 978-5-699-54414-1.
- Виктор Пелевин. Generation «П» : повести, рассказы. — М. : Эксмо, 2012. — 606 с. — 3000 прим. — ISBN 978-5-699-45094-7.

2003 року було видано аудіокнигу (текст читає В. Копп). Ще одну аудіокнигу видало 2006 року видавництво МедіаКнига (текст читає А. Курилов).
Іншими мовами
Книга багаторазово видавалась великими накладами в США, Великій Британії, Франції, Іспанії й Німеччині.
Книга «Generation „П“» в англійському варіанті виявилась дещо скороченою. Переклад роману англійською мовою робив відомий перекладач Ендрю Бромфілд. Але Пелевіну довелось заново вигадувати майже всі слогани, оскільки оригінальні слогани російською мовою було складно перекласти англійською. Наприклад, слоган рос. «Солидный Господь для солидных господ» перекладач запропонував перетворити на «The Sound Savior for the Sound Savers», що не сподобалось Пелевіну. В результаті рекламу Бога замінили на рекламу Біблії:
…номер у розкішному готелі, столик із мармуру, на якому стоїть увімкнений ноутбук із написом на екрані «Переказ коштів підтверджено». Поруч — згорнутий трубкою стодоларовий папірець і готельна Біблія трьома мовами, на якій тільки-но розкочували кокаїн. Слоган: «The shining Word for your shining world!»
Деякі критики вважають, що Ендрю Бромфілду не вдалося зробити адекватний переклад роману англійською, оскільки сам текст побудований одночасно на двох мовно-культурних системах.
- Англійською мовою: Віктор Пелевін. Homo Zapiens = Generation «П». — США : Penguin Books, 2003. — 324 с. — ISBN 978-0142001813.
- Англійською мовою: Віктор Пелевін. Babylon = Generation «П». — Велика Британія : Faber and Faber, 2003. — 324 с. — ISBN 978-0142001813.
- Іспанською мовою: Віктор Пелевін. Homo Zapiens = Generation «П». — Іспанія, 2003. — 284 с. — ISBN 978-8439709688.
- Французькою мовою: Віктор Пелевін. Homo Zapiens = Generation «П». — Париж : Seuil Fiction, 2001. — 410 с. — ISBN 978-2020327367.
- Китайською мовою: Віктор Пелевін. “百事”一代 = Generation «П». — Пекін : 人民文学出版社, 2001. — 301 с. — 10000 прим. — ISBN 978-7020033628.

## Відгуки і критика
На своїх конференціях і в інтерв'ю Пелевін говорив, що його не цікавить критика, у романі «Generation „П“» він записує рукою головного героя: «Час кінчати з літературознавством і думати про реального клієнта». Між рядків читається думка, що в літературі важливі тільки читач і автор.
Реакція критиків на «Generation „П“» була неоднозначною. З одного боку, рецензенти хвалили роман за блискучу мову, глибокий філософський підтекст, динамічний сюжет, оригінальність ідеї. Інші, навпаки, критикували твір за бідність мови, велику кількість другорядних персонажів і сюжетних ліній, які роблять твір складним для сприйняття. Деякі критики вважають «Generation „П“» безнадійно слабким у порівнянні з попередніми романами Пелевіна. Журнал «Експерт» відзначає, що публікація «Generation „П“» стала найбільш культовою подією 1999 року; нині багато видань і критиків називають роман культовим. 2000 року роман отримав премію «Бронзовий равлик» і «Німецьку літературну премію імені Ріхарда Шенфельда». У жовтні 1999 року «Generation „П“» висувалось на «Букерівську премію», але було проігнороване суддями. Коли Пелевіна спитали про це, він відповів, що нічого іншого від літературного істеблішменту не очікував, що не зацікавлений у відгуках і призах, його книги продаються великими накладами і Букер для нього нічного не значить.
Деякі критики говорять, що роман одночасно є й «гострою сатирою на російську піар-індустрію, й енциклопедією різнобарвного піару, і дзеркалом суспільних процесів 80-х, 90-х, 2000-х років, й прогнозом на сьогодні».
Олександр Архангельський вважає, що «Generation „П“» не є серйозною літературою, а частиною масової культури й своєрідною інтелектуальною попсою. Леонід Каганов вважає, що «Generation „П“» — одна з найкращих книг, які видавались з часу появи книги «Чапаєв і порожнеча». У ній багато гумору, поживи для розуму, філософських ідей. Михайло Свердлов у своїй рецензії звертає увагу на стиль роману, критик вважає, що роман написано нелітературною мовою. Літературний критик Євген Шкловський у своїй статті висловив думку, що написавши «Generation „П“», Пелевін зайняв свою «нішу», знайшов своє місце в сучасному літературному світі. Журналіст The Guardian Стівен Поул описує роман як синтез сучасної сатири, буддизму і єгиптології. Літературна критикиня Мітіко Какутані з The New York Times називає роман культовим, у неї він викликав фантасмагоричне відчуття абсурду. Мітіко описує роман як «брудну солянку філософствування й маніакальних висновків, що недбало прикрашена наркоманським потоком свідомості».
Увічнений в «Generation „П“» критик Павло Басинський визнає, що роман дуже достовірний і що він спроможний навіть через 100 років передати читачам, «чим дихали, що чули, які образи постійно миготіли перед очима» людей у 90-х роках XX століття. Автори книги «Пелевін і покоління порожнечі» пишуть, що роман став народним, був розібраний на цитати, і саме в цьому романі проявився характерний талант Пелевіна видавати місткі формулювання, що запам'ятовуються. На думку авторів, Пелевіну вдалося виконати таку роботу, «яку до нього виконували Грибоєдов і автори, скажімо, „Діамантової руки“, тобто створювати галас часу, обпалювати цеглини будь-якої розмови, випікати афоризми, що всіх нас переживуть».
Серед тих, хто не був в захваті від роману, — критик Лев Рубінштейн, він говорить:
«Generation „П“» — це дещо недоладна розповідь, котру, попри те, що вона інколи то «глючить», то «висне», читати все ж цікаво. Жанр? Антиутопія не антиутопія. Сатира не сатира. Та й загалом, не важливо. Мова? Мова з погляду адептів «якісної» прози — ніяка. Це мова теперішнього «нового журналізму» — не без вишуканості, не без спостережливості, не без моторності і навіть віртуозності, не без проникливих і парадоксальних узагальнень.Оригінальний текст (рос.)
«Generation „П“» — это несколько бестолковое повествование, которое, несмотря на то, что оно временами то «глючит», то «зависает», читать всё же занимательно. Жанр? Антиутопия не антиутопия. Сатира не сатира. Да в общем-то и неважно. Язык? Язык с точки зрения адептов «качественной» прозы — никакой. Это язык нынешнего «нового журнализма» — не без изящества, не без наблюдательности, не без бойкости и даже виртуозности, не без проницательных и парадоксальных обобщений
Письменник і критик Дмитро Шаманський висловив наступну думку про роман:
Наперед націлений на успіх, роман виявився настільки слабким, що ніяка крамола по відношенню до нього просто недоречна. Роман не подужав того смислового навантаження, яким автор мав намір його наділити. Вирішивши максимально наблизити до повсякденності свою метафізичну ідею, В. Пелевін ризикнув взяти як міфологеми образ «нового росіянина» і рекламні слогани. Розрахований на найширшу аудиторію, роман не витримав читацької цензури не тільки як твір серйозної літератури, а й навіть як захопливе чтиво.Оригінальний текст (рос.)
Нацеленный на заведомый успех, роман оказался настолько слабым, что никакая крамола в его отношении просто неуместна. Роман не осилил той смысловой нагрузки, которой предполагал наделить его автор. Решив максимально приблизить к повседневности свою метафизическую идею, В. Пелевин рискнул взять в качестве мифологем образ «нового русского» и рекламные слоганы. В результате вместо ультрасовременного, ультрамодного романа сложился аляповатый лубок. Рассчитанный на самую широкую аудиторию, роман не выдержал читательской цензуры не только в качестве произведения «серьезной» литературы, но даже как увлекательное чтиво.

## Екранізація

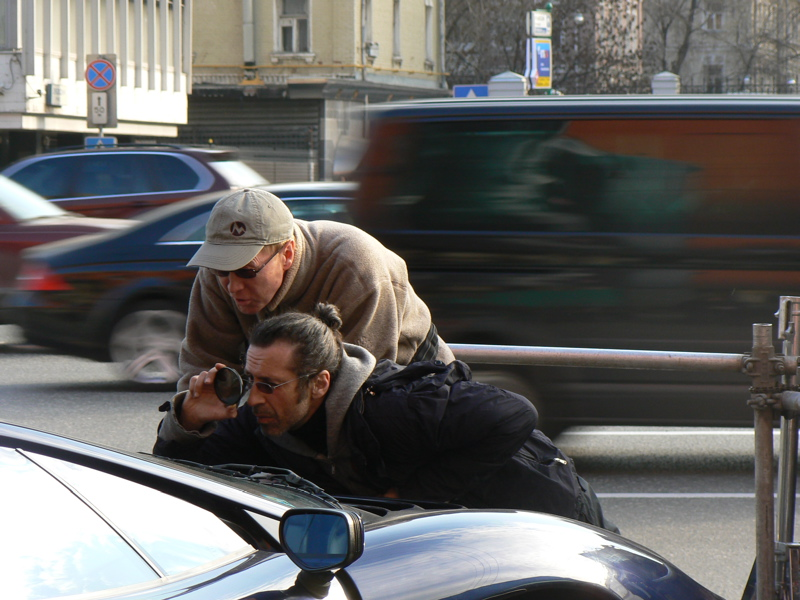
Робочий момент на зйомках

Робота над фільмом почалась наприкінці 2006 року. У російський прокат фільм вийшов 14 квітня 2011 року. Світова прем'єра відбулась на 46-му міжнародному фестивалі в Карлових Варах. Фільм знімався як незалежне кіно, без залучення великих компаній. Режисер Віктор Гінзбург самостійно збирав кошти для роботи над фільмом, але залучені кошти швидко доходили кінця, і декілька разів стрічка була на межі зупинки.
У фільмі знімались Володимир Єпіфанцев, Михайло Єфремов, Андрій Фомін, Володимир Меньшов, Іван Охлобистін, Олександр Гордон та інші актори.
|                   | Сценарій докорінно відрізняється від роману за структурою й динамікою. У мене рекламіст народжується в кіоску ще до появи Морковіна, змінена послідовність ключових подій, візуалізована і пов'язана в одне ціле містична лінія, яка вважалась просто непідйомною для кіно і, звісно, я надав герою те, що необхідне в кінематографі — власну волю, коли він створює кандидата Смірнова. Адже ця історія без класичного сюжету, тут все зав'язане на динаміці, на силі атракціону і на «о ні!» філософській думці. |
| — Віктор Гінзбург | |

Фільм має складну структуру й багато складно переплетених сюжетних ліній. Під час роботи над сценарієм книга зазнала серйозної переробки: на відміну від літературного твору, історія якого завершується наприкінці 90-х, дія фільму доведена до наших днів і навіть продовжена у майбутнє. Деякі критики відзначали, що в фільмі немає й тіні Пелевіна, інші — навпаки. Фільм «Generation „П“» заробив $4,5 млн у російському прокаті й був запрошений на офіційні програми десятків провідних фестивалів світу, на яких отримував різні нагороди.